# Ноглики (футбольный клуб)
«Ноглики» — российский футбольный клуб из пгт Ноглики Сахалинской области. Выступает в Первенстве России среди любительских футбольных клубов (третьем дивизионе/ЛФЛ России).

## История
История команды «Ноглики» ведёт отсчёт с середины 1990-х годов, когда команда выступала под названием «Нефтяник». В 2002 году клуб одержал победу в зональном турнире первенства России среди любительских команд и принял участие в финале, который состоялся в городе Камышин Волгоградской области. В финале «Нефтяник» пробился в число 8 сильнейших любительских команд страны. Три года подряд команда выигрывала кубок Сахалинской области, установив рекорд по количеству побед в кубке.

## Названия
- 2000—2006 — «Нефтяник»
- с 2006 — «Ноглики»

## Достижения
- Чемпионат Сахалинской области по футболу:
  - Чемпион Сахалинской области 2000, 2002, 2003, 2013, 2014, 2015, 2017, 2018, 2019, 2020 годов.
  - Серебряный призер Чемпионата Сахалинской области 1999, 2001, 2004, 2009, 2021 годов.
  - Бронзовый призер Чемпионата Сахалинской области 1997, 1998, 2007 годов.
- Обладатель Кубка Сахалинской области 2000—2002.
- Финалист Кубка области 1998, 1999, 2003, 2010, 2013 годов.
- Победитель зонального турнира первенства России среди команд КФК 2002 года
- Победитель Первенства России среди футбольных клубов третьего дивизиона в зоне «Дальний Восток» 2018, 2019 годов[3]
- Бронзовый призер зонального турнира первенства России среди команд КФК 2000 и 2003 года.
- Обладатель Кубка Дальнего Востока 2001 года.
- Бронзовый призер Кубка Дальнего Востока 2003 и 2004 годов.
- Бронзовый призер чемпионата области по мини-футболу 2003 года.

## Тренеры
- 2002—2004 — Олег Гарин
- 2013—2014 — Сергей Козлов
- 2014—2016 — Владислав Матвиенко
- с 2016 — Алексей Серебряков